# Гелен Вандербурґ
Гелен Вандербурґ (англ. Helen Vanderburg, 12 січня 1959) — канадська плавчиня.
Чемпіонка світу з водних видів спорту 1978 року.
Переможниця Панамериканських ігор 1979 року.